# René Bonnière
René Bonnière (* 10. März 1928 in Lyon, Frankreich) ist ein französisch-kanadischer Regisseur von vorwiegend Fernsehserien und früher Dokumentarfilmen.

## Leben
René Bonnière begann seine Berufslaufbahn in seiner Heimat Frankreich. Er fertigte Zeichnungen für den Animationsfilm Die Hirtin und der Schornsteinfeger (La bergère et le ramoneur) (1952) an, der nach dem gleichnamigen Märchen von Hans Christian Andersen entstand und bei dem der französische Zeichentrickfilmer Paul Grimault Regie führte. Der Film wurde 1958 als bester animierter Film für den BAFTA Award nominiert. Danach wurde Bonnière zum Militärdienst in Frankreich einberufen, wo er bei den Gebirgstruppen einen Dokumentarfilm drehte. Er filmte das Leben so, wie es tatsächlich war, und war dem Cinéma vérité sehr verbunden. Er lernte Filmschnitt u. a. bei Henri Colpi. Zunächst übersiedelte Bonnière nach New York und arbeitete in einer Bank in der Wall Street, dann zog er nach Kanada. Bei Crawley Films drehte er einige halbstündige Dokumentarfilme, bei denen er für Regie und Schnitt zuständig war. Die Themen waren zum Beispiel die Wal- und Robbenjäger oder der Bergwerksabbau von Diamanten in British Columbia. Nach einigen Kurzfilmen sammelte Bonnière Erfahrungen mit seinem ersten längeren Film Amanita Pestilens (1963), der ein kommerzieller Fehlschlag wurde. Die später oscarnominierte Schauspielerin Geneviève Bujold gab darin ihr Filmdebüt. Bonnière kehrte zu Dokumentarfilmen zurück, bis auf seine Mitwirkung an der Fernsehserie Wojeck (1966) mit John Vernon. In Toronto filmte er eine Theateraufführung des Stücks Hamlet (1973) von Shakespeare. In den nächsten drei Jahrzehnten seiner Berufslaufbahn drehte er meist Folgen dramatischer Fernsehserien, und ließ dabei als Regisseur den Schauspielern viel Freiheit. Einer seiner Regieassistenten (assistent directors) bei der kanadischen Fernsehserie Adderly war Jamie Paul Rock, der ihn später zur dramatischen Agentenserie Nikita (La Femme Nikita) (1997–2001) von Joel Surnow mit Peta Wilson und Roy Dupuis brachte. Bonnière war bei 21 Folgen, verteilt über alle fünf Staffeln, für die Regie verantwortlich.
René Bonnière wurde zweimal bei den Gemini Awards nominiert, nämlich 1990 für seine Regie in der Fernsehserie Diamonds und 1993 für die Serie E.N.G.

## Filmografie (Auswahl)

### Regisseur
- 1960: Three Seasons
- 1963: Amanita Pestilens
- 1966: Wojeck (Fernsehserie)
- 1973: Hamlet
- 1976: A Sense of Place
- 1977: Twelve and a Half Cents
- 1977: Computercode P1 (Hide and Seek)
- 1978: The War Is Over
- 1978: Voice of the Fugitive
- 1979: Abenteuer im Ahornland (Matt and Jenny) (Fernsehserie)
- 1983: Der Hitchhiker (The Hitchhiker) (Fernsehserie)
- 1986: Perfect Timing – Die total verrückte Clique bzw. Die total verrückte Clique – Lucky Harry (Perfect Timing) (Fernsehserie)
- 1986: Der kleine Vampir (The Little Vampire) (Fernsehserie)
- 1987: Diamonds (Fernsehserie)
- 1985–1988: Night Heat (15 Folgen)
- 1988, 1989: Unbekannte Dimensionen (The Twilight Zone) (3 Folgen)
- 1988, 1989: Alfred Hitchcock Presents (3 Folgen)
- 1989: Bordertown (Folge Vigilante)
- 1990: Labor of Love
- 1990: Neon Rider (2 Folgen)
- 1990: E.N.G. (Fernsehserie)
- 1991: Johann’s Gift to Christmas
- 1991: Das Gesetz der Straße (Street Justice) (Fernsehserie)
- 1990, 1991: Das Mädchen aus der Stadt (Road to Avonlea) (4 Folgen)
- 1990–1991: Dracula ist wieder da (Dracula: The Series 4 Folgen)
- 1992: The Odyssey (Fernsehserie)
- 1992: Nick Knight – Der Vampircop (Forever Knight) (Folge Last Act)
- 1991–1993: Auf eigene Faust (Counterstrike) (4 Folgen)
- 1993: Kung Fu – Im Zeichen des Drachen (Kung Fu: The Legend Continues) (Folge Blind Eye)
- 1995: Outer Limits – Die unbekannte Dimension (The Outer Limits, Fernsehserie, Folge Under the Bed)
- 1995: Killing Dreams bzw. Dream Man – Killer im Kopf (Dream Man)
- 1996: Die Liebenden von Notre Dame bzw. Auf dem Spielfeld ist die Hölle los (The Halfback of Notre Dame)
- 1996: Gejagt – Das zweite Gesicht (Two) (Fernsehserie)
- 1996: Side Effects – Nebenwirkungen (Side Effects) (Folge Sex, Death and Rock ’n’ Roll)
- 1997: Dead Man’s Gun (Fernsehserie)
- 1997: Au pays de Neufve France: Volume II
- 1997: Au pays de Neufve France: Volume III
- 1997: Au pays de Neufve France: Volume I
- 19??: Lassie (2 Folgen)
- 1997: Au pays de Neufve France: Volume IV
- 1998: Eerie, Indiana – Die andere Dimension (Eerie, Indiana: The Other Dimension) (Fernsehserie)
- 1998: Raven – Die Unsterbliche (Highlander: The Raven) (2 Folgen)
- 1999: Code Name: Eternity – Gefahr aus dem All (Code Name: Eternity) (Fernsehserie)
- 1997–2001: Nikita (La Femme Nikita) (21 Folgen)
- 2002: Sieh dich nicht um (Pretend You Don’t See Her)
- 2002: Haben wir uns nicht schon mal gesehen? (Haven’t We Met Before?)
- 2002: Tracker (Folge What Lies Beneath)

### Filmschnitt
- 1960: Beaver Dam
- 1963: Amanita Pestilens
- 1964: The Annanacks
- 1973: Hamlet